# Lulu Weiss

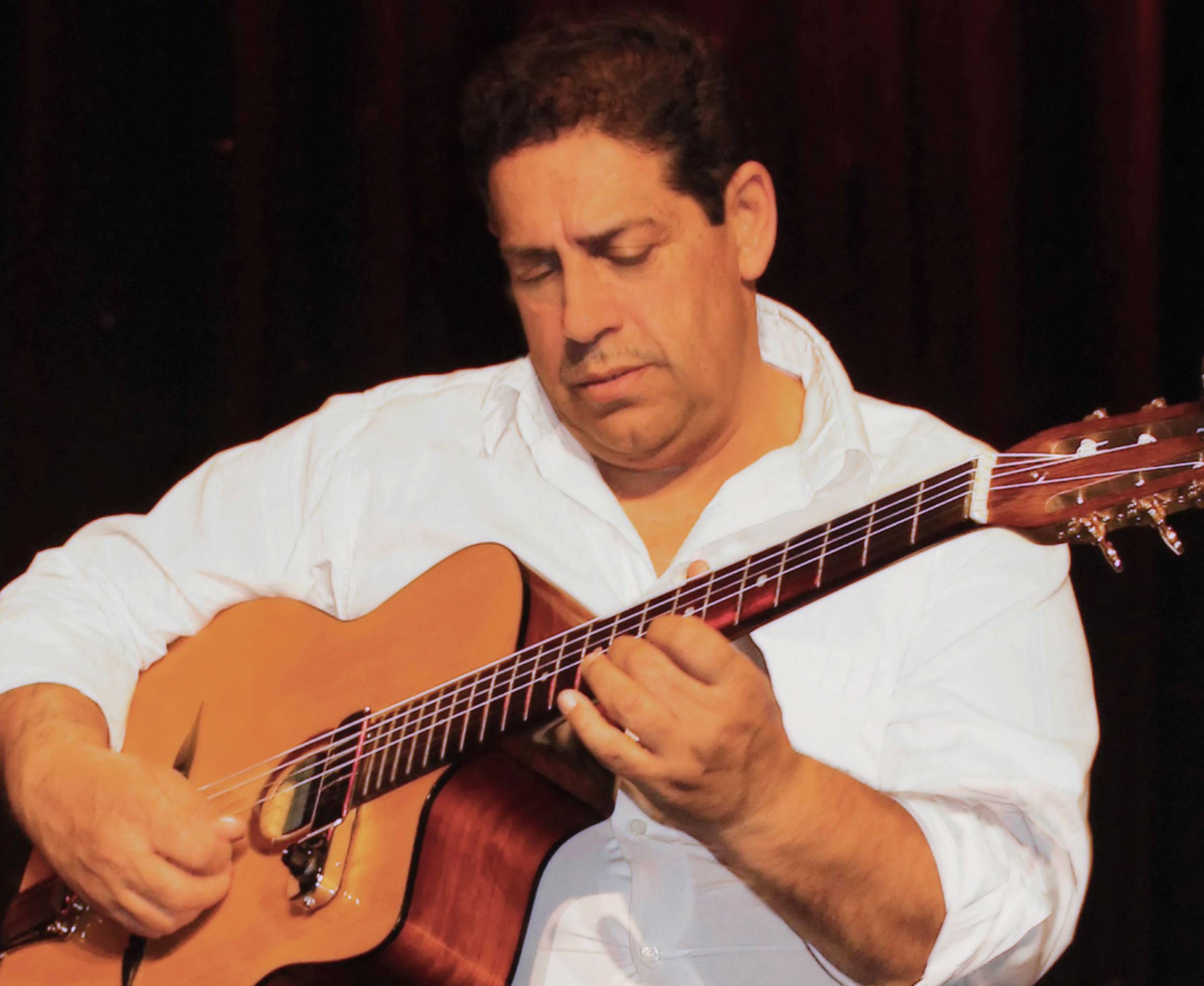
Lulu Weiss

Lulu Weiss (* 1959 in Illingen an der Saar) ist ein Gitarrist und gilt als ein Vertreter des traditionellen Zigeunerjazz.

## Leben
Lulu Weiss wuchs wie viele deutsche Sinti seiner Generation im Wohnwagen auf und hatte eine eher unkonventionelle künstlerische Ausbildung. Dazu äußerte er sich in einem Interview wie folgt:

„Wissen Sie, ich stamme aus einer Sinti-Familie mit langer musikalischer Tradition. Oskar Weiss hat mir und meinem Bruder Caruso in seiner Musikschule am Kleinen Platz in Landau das Gitarrespielen beigebracht. Er hat uns zu seinen Auftritten mitgenommen – damals, als noch für ein Essen und den Hut gespielt wurde. Seine Art und Weise hat uns und viele andere Musiker meiner Familie geprägt, uns die Freude am Spiel vermittelt.“

Gemeinsam mit den Geigern Rudi Haag und Bodo Jaworek spielte er mehrere Alben ein. Heute lebt Lulu Weiss in Landau in der Pfalz und ist zusammen mit seinem Ensemble, zu dem Sergio Parra (Saxophon), Nello Weiss (Gitarre) und Otmar Klein (Bass) (1952–2018) gehörten, ein international gefragter Solist.

## Diskographische Hinweise
- 1995: Guitares & Gitanes – Lulu Weiss Ensemble (CD, KuK 34, ISBN 3-930643-34-0)
- 1997: Lulu III – Hommage an Rudi – Lulu Weiss Ensemble (CD, ISBN 3-930643-50-2)
- 1998: Petit Noir – Lulu Weiss Ensemble (CD, KuK 36, ISBN 3-930643-36-7)
- 2001: Allez Hopp – Lulu Weiss Ensemble (CD, KuK 50, ISBN 3-930643-50-2)
- 2004: Palatine Summer – Lulu Weiss Ensemble (CD, KuK 45, ISBN 3-930643-45-6)
- 2006: Rouge Ordinaire – Lulu Weiss Ensemble (CD, Click (LC 08361) BJ 2006)